# Aarida
El Aarida est un village libanais qui se situe au nord du pays, près de la frontière avec la Syrie et de l’embouchure du fleuve Nahr al-Kabir.